# (50000) Quaoar
(50000) Quaoar (wym. [kwa-war]) – duża planetoida transneptunowa z Pasa Kuipera, obiekt typu cubewano. Okrąża ją księżyc i pierścienie materii.

## Odkrycie i nazwa
Został odkryty 4 czerwca 2002 w Obserwatorium Palomar przez Michaela Browna i Chada Trujillo przy pomocy Teleskopu Samuela Oschina. Otrzymał najpierw oznaczenie prowizoryczne 2002 LM60.
Nazwa pochodzi z kultury Indian ze szczepu Tongva i oznacza pradawne bóstwo stwórcze.

## Orbita

Orbity Quaoara (niebieska) i Plutona (czerwona)

Orbity Quaoara (niebieska) i Plutona (czerwona)

Orbita Quaoara nachylona jest do płaszczyzny ekliptyki pod kątem 8,0°. Na jeden obieg wokół Słońca potrzebuje ok. 284 lat, krążąc w średniej odległości 43,2 au od niego. Średnia prędkość orbitalna wynosi ok. 4,5 km/s.

## Charakterystyka fizyczna
Quaoar ma średnicę szacowaną na ok. 1070 km. Jego albedo wynosi ok. 0,13, a jasność absolutna to ok. 2,42m. Średnia temperatura na jego powierzchni sięga ok. 43 K.
Na powierzchni Quaoara stwierdzono za pomocą badań spektroskopowych obecność lodu wodnego oraz zamrożonego metanu i etanu. Planetoida ma czerwonawą powierzchnię.

## Księżyc i pierścienie

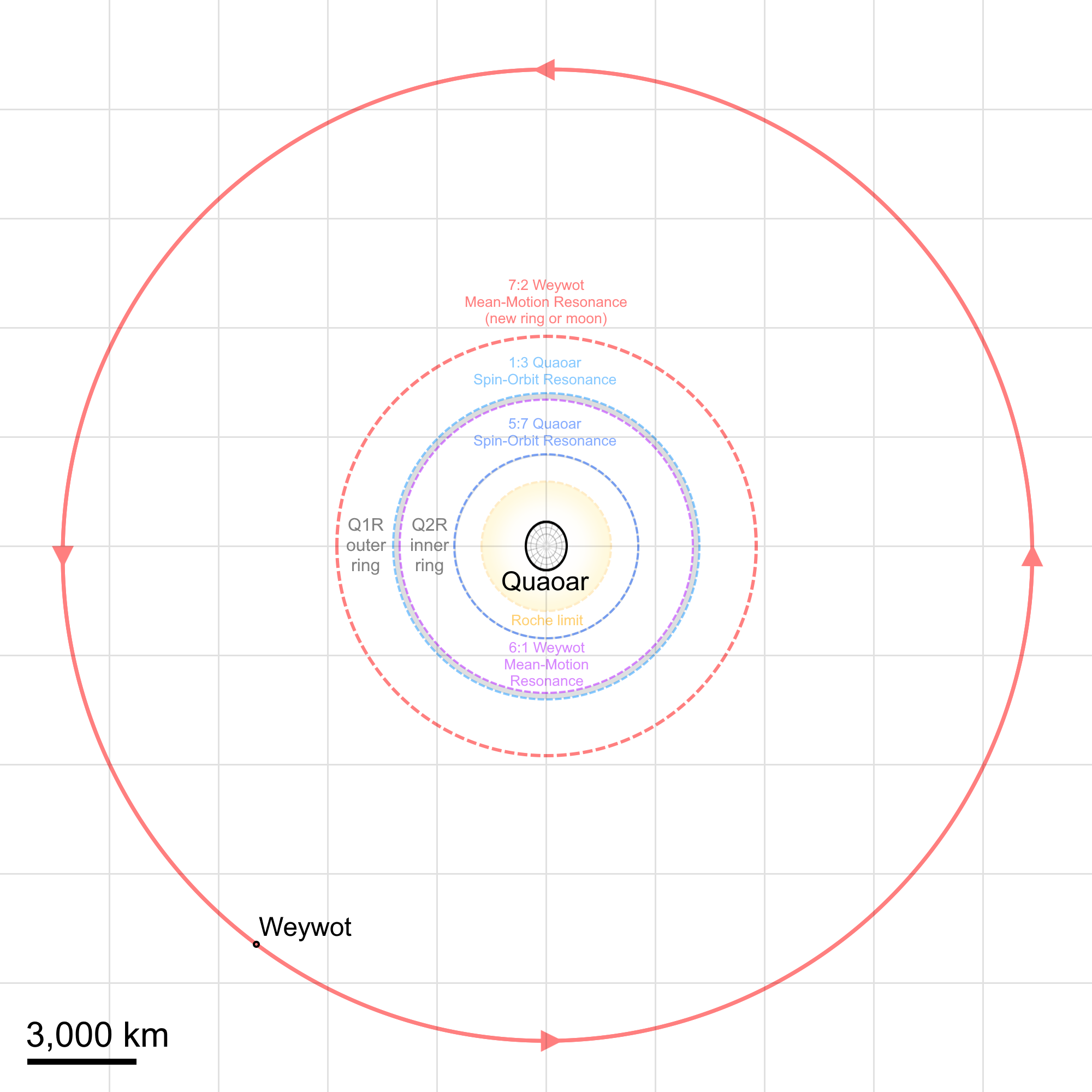
Quaoar, jego pierścienie i Weywot

Quaoar ma jeden znany księżyc – Weywot. Został odkryty w 2006 roku. Prowizorycznie został oznaczony jako S/2006 (50000) 1, nazwę otrzymał w 2009 roku. Nazwa księżyca pochodzi od syna bóstwa Quaoara w wierzeniach ludu Tongva.
Średnica księżyca to ok. 81 ± 11 km. Obiega on Quaoara w odległości ok. 13 800 km w czasie ok. 12,26 dni.
W 2023 roku odkryto także pierścienie otaczające Quaoara. Zewnętrzny ma promień 4057 ± 6 km i został odkryty w lutym, wewnętrzny o promieniu 2520 ± 20 km opisano w kwietniu. Znajdują się one dalej niż granica Roche’a, co jest nietypowe w przypadku gęstych pierścieni, ale dużo bliżej niż orbita Weywota.